# 克洛伊·马吉
克洛伊·马吉（1988年11月29日—），愛爾蘭女子羽毛球運動員。

## 簡歷
2008年，克洛伊·马吉代表愛爾蘭出戰北京奥运会羽毛球女子單打比賽，在首圈擊敗愛沙尼亞的選手卡蒂·托尔莫夫晉身第二圈，最後以0比2（8-21、12-21）負於韓國的全在娟出局。
2012年，克洛伊·马吉代表愛爾蘭出戰英國倫敦舉行的奥林匹克运动会羽毛球比賽女子單打項目，在小組賽階段先以2比0戰勝埃及的哈迪亚·胡斯尼，後以1比2負於法國的皮红艳，最終以一勝一負的小組次名成績出局。
2013年8月，克洛伊·马吉參加中國廣州舉行的世界羽毛球錦標賽，在首日比賽與山姆·马吉出戰混合雙打項目，首圈就以0比2（15-21、12-21）負於荷蘭的约瑞特·德鲁伊特/萨曼塔·巴宁出局；次日，她又出戰女子單打項目，但也在首圈便以0比2（14-21、14-21）不敵中華台北的白驍馬出局，並完成所有賽事。
2014年8月，克洛伊·马吉參加丹麥哥本哈根舉行的世界羽毛球錦標賽，出戰女子單打項目，首圈就以0比2（15-21、15-21）不敵香港的葉姵延出局。
2015年8月，克洛伊·马吉參加印尼雅加達舉行的世界羽毛球錦標賽，出戰女子單打項目，首圈就以0比2（18-21、10-21）不敵丹麥的萊恩·杰克斯菲德出局。
2017年8月，克洛伊·马吉參加苏格兰格拉斯哥舉行的世界羽毛球錦標賽，她和山姆·马吉出戰混合双打項目。首圈以2比0 （21-6、21-11）轻取美国的陳彥德/川崎優子。在次圈以2比1（21-13、16-21、21-15）逆转了赛会16号种子、日本的渡邊勇大 /東野有紗。在第三圈，以1-2（21-19、16-21、10-21）惜败于赛会3号种子、印尼强档的通托维·艾哈迈德/利利亚纳·纳西尔，16强止步。

## 主要比賽成績
只列出曾進入準決賽的國際賽事成績：
| 年份   | 賽事                       | 公開賽級別 | 項目     | 拍檔       | 成績   |
| ------ | -------------------------- | ---------- | -------- | ---------- | ------ |
| 2008年 | 美國羽毛球大獎賽           | 大獎賽     | 女子單打 | －         | 亞軍   |
| 2008年 | 蘇格蘭羽毛球國際賽         | 國際挑戰賽 | 女子雙打 | Huang Bing | 準決賽 |
| 2009年 | 瑞典斯德哥爾摩羽毛球國際賽 | 國際挑戰賽 | 女子雙打 | Huang Bing | 準決賽 |
| 2009年 | 威爾斯羽毛球國際賽         | 國際系列賽 | 混合雙打 | 山姆·马吉  | 準決賽 |
| 2010年 | 克羅地亞羽毛球國際賽       | 國際系列賽 | 混合雙打 | 山姆·马吉  | 準決賽 |
| 2010年 | 荷蘭羽毛球國際賽           | 國際挑戰賽 | 女子單打 | －         | 亞軍   |
| 2010年 | 西班牙羽毛球公開賽         | 國際挑戰賽 | 混合雙打 | 山姆·马吉  | 冠軍   |
| 2010年 | 保加利亞羽毛球國際賽       | 國際挑戰賽 | 女子單打 | －         | 亞軍   |
| 2010年 | 愛爾蘭羽毛球國際賽         | 國際系列賽 | 女子單打 | －         | 準決賽 |
| 2010年 | 愛爾蘭羽毛球國際賽         | 國際系列賽 | 混合雙打 | 山姆·马吉  | 準決賽 |
| 2011年 | 瑞典斯德哥爾摩羽毛球國際賽 | 國際挑戰賽 | 混合雙打 | 山姆·马吉  | 準決賽 |
| 2011年 | 羅馬尼亞羽毛球國際賽       | 國際系列賽 | 女子單打 | －         | 準決賽 |
| 2011年 | 羅馬尼亞羽毛球國際賽       | 國際系列賽 | 混合雙打 | 山姆·马吉  | 冠軍   |
| 2011年 | 丹麥羽毛球國際賽           | 國際挑戰賽 | 女子單打 | －         | 準決賽 |
| 2011年 | 西班牙羽毛球公開賽         | 國際挑戰賽 | 混合雙打 | 山姆·马吉  | 準決賽 |
| 2011年 | 立陶宛羽毛球公開賽         | 國際系列賽 | 女子單打 | －         | 冠軍   |
| 2011年 | 立陶宛羽毛球公開賽         | 國際系列賽 | 混合雙打 | 山姆·马吉  | 冠軍   |
| 2011年 | 白夜羽毛球賽               | 國際挑戰賽 | 混合雙打 | 山姆·马吉  | 準決賽 |
| 2011年 | 挪威羽毛球國際賽           | 國際挑戰賽 | 女子單打 | －         | 亞軍   |
| 2011年 | 挪威羽毛球國際賽           | 國際挑戰賽 | 混合雙打 | 山姆·马吉  | 冠軍   |
| 2012年 | 白夜羽毛球賽               | 國際挑戰賽 | 女子單打 | －         | 亞軍   |
| 2012年 | 愛爾蘭羽毛球國際賽         | 國際系列賽 | 女子單打 | －         | 亞軍   |
| 2012年 | 土耳其羽毛球國際賽         | 國際系列賽 | 女子單打 | －         | 冠軍   |
| 2012年 | 土耳其羽毛球國際賽         | 國際系列賽 | 混合雙打 | 山姆·马吉  | 冠軍   |
| 2013年 | 荷蘭羽毛球國際賽           | 國際挑戰賽 | 女子單打 | －         | 準決賽 |
| 2013年 | 荷蘭羽毛球國際賽           | 國際挑戰賽 | 混合雙打 | 山姆·马吉  | 亞軍   |
| 2013年 | 比利時羽毛球國際賽         | 國際挑戰賽 | 混合雙打 | 山姆·马吉  | 準決賽 |
| 2013年 | 愛爾蘭羽毛球公開賽         | 未來系列賽 | 女子單打 | －         | 準決賽 |
| 2014年 | 芬蘭羽毛球公開賽           | 國際挑戰賽 | 混合雙打 | 山姆·马吉  | 準決賽 |
| 2014年 | 希臘羽毛球國際賽           | 國際系列賽 | 女子單打 | －         | 亞軍   |
| 2014年 | 希臘羽毛球國際賽           | 國際系列賽 | 混合雙打 | 山姆·马吉  | 冠軍   |
| 2014年 | 加拿大羽毛球大獎賽         | 大獎賽     | 混合雙打 | 山姆·马吉  | 準決賽 |
| 2014年 | 巴西羽毛球大獎賽           | 大獎賽     | 混合雙打 | 山姆·马吉  | 亞軍   |
| 2015年 | 德國羽毛球黃金大獎賽       | 黃金大獎賽 | 混合雙打 | 山姆·马吉  | 準決賽 |
| 2015年 | 歐洲運動會羽毛球比賽       | 其他       | 混合雙打 | 山姆·马吉  | 銅牌   |
| 2015年 | 白夜羽毛球賽               | 國際挑戰賽 | 女子單打 | －         | 準決賽 |
| 2015年 | 白夜羽毛球賽               | 國際挑戰賽 | 混合雙打 | 山姆·马吉  | 冠軍   |
| 2015年 | 拉各斯羽毛球國際挑戰賽     | 國際挑戰賽 | 女子單打 | －         | 準決賽 |
| 2015年 | 拉各斯羽毛球國際挑戰賽     | 國際挑戰賽 | 混合雙打 | 山姆·马吉  | 準決賽 |
| 2017年 | 歐洲羽毛球錦標賽           | 其他       | 混合雙打 | 山姆·马吉  | 季軍   |
| 2017年 | 西班牙羽毛球國際賽         | 國際挑戰賽 | 混合雙打 | 山姆·马吉  | 冠軍   |
| 2017年 | 愛爾蘭羽毛球公開賽         | 國際系列賽 | 混合雙打 | 山姆·马吉  | 亞軍   |
| 2018年 | 愛爾蘭羽毛球公開賽         | 國際系列賽 | 混合雙打 | 山姆·马吉  | 冠軍   |
| 2019年 | 西班牙羽毛球國際賽         | 國際挑戰賽 | 混合雙打 | 山姆·马吉  | 準決賽 |
| 2019年 | 歐洲運動會羽毛球比賽       | 其他       | 混合雙打 | 山姆·马吉  | 銅牌   |
| 2019年 | 白夜羽毛球賽               | 國際挑戰賽 | 混合雙打 | 山姆·马吉  | 亞軍   |
| 2019年 | 愛爾蘭羽毛球公開賽         | 國際挑戰賽 | 混合雙打 | 山姆·马吉  | 準決賽 |

| 2007-2017年 | 首要超級賽 | 超級賽 | 黃金大獎賽 | 大獎賽 | 國際挑戰賽 | 國際系列賽 | 未來系列賽 | 其他 |

| 2018-2026年 | 總決賽 | 超級1000賽 | 超級750賽 | 超級500賽 | 超級300賽 | 超級100賽 | 國際挑戰賽 | 國際系列賽 | 未來系列賽 | 其他 |

### 奧運會和世錦賽參賽紀錄
|          | 搭檔       | 2007 | 2008 | 2009 | 2010 | 2011 | 2012       | 2013 | 2014 | 2015 | 2016       | 2017 | 2018 | 2019 |
| -------- | ---------- | ---- | ---- | ---- | ---- | ---- | ---------- | ---- | ---- | ---- | ---------- | ---- | ---- | ---- |
| 女子單打 | －         | 64強 | 32強 | 64強 | 64強 | 32強 | 小組第二名 | 48強 | 48強 | 48強 | 小組第三名 | －   | －   | －   |
|          |            |      |      |      |      |      |            |      |      |      |            |      |      |      |
| 女子雙打 | Huang Bing | 48強 | －   | －   | －   | －   | －         | －   | －   | －   | －         | －   | －   | －   |
|          |            |      |      |      |      |      |            |      |      |      |            |      |      |      |
| 混合雙打 | 山姆·马吉  | －   | －   | －   | 48強 | 32強 | －         | 48強 | 48強 | 16強 | －         | 16強 | 32強 | 48強 |

## 外部連結
- 克洛伊·马吉的Facebook專頁